# Harrison Murray-Campbell
Harrison Murray-Campbell (Luton, Inglaterra, 4 de agosto de 2006) es un futbolista británico que juega como defensa en el Chelsea F. C. de la Premier League.

## Trayectoria
Nacido en Luton, ingresó en la academia del Chelsea F. C. en 2014. Firmó su primer contrato profesional en agosto de 2023. Llevó el brazalete de capitán del equipo sub-21 del Chelsea a los 17 años. Puede jugar de central y de lateral.

## Selección nacional
El 2 de noviembre de 2023 fue seleccionado en la lista definitiva de Inglaterra sub-17 para el Mundial sub-17.

## Estadísticas

### Clubes
Actualizado al último partido disputado el 12 de noviembre de 2023.
| Club                     | Div.          | Temporada     | Liga  | Liga  | Copas nacionales | Copas nacionales | Copas internacionales | Copas internacionales | Total | Total |
| Club                     | Div.          | Temporada     | Part. | Goles | Part.            | Goles            | Part.                 | Goles                 | Part. | Goles |
| ------------------------ | ------------- | ------------- | ----- | ----- | ---------------- | ---------------- | --------------------- | --------------------- | ----- | ----- |
| Chelsea F. C. Inglaterra | 1.ª           | 2023-24       | 0     | 0     | 0                | 0                | —                     | —                     | 0     | 0     |
| Chelsea F. C. Inglaterra | Total club    | Total club    | 0     | 0     | 0                | 0                | 0                     | 0                     | 0     | 0     |
| Total carrera            | Total carrera | Total carrera | 0     | 0     | 0                | 0                | 0                     | 0                     | 0     | 0     |